# Henotesia comorana
Henotesia comorana är en fjärilsart som beskrevs av Charles Oberthür 1916. Henotesia comorana ingår i släktet Henotesia och familjen praktfjärilar. Inga underarter finns listade i Catalogue of Life.